# Komise Poslanecké sněmovny Parlamentu České republiky
Komise Poslanecké sněmovny Parlamentu České republiky jsou stálé nebo dočasné sněmovní orgány, které jsou zřizovány k plnění určitých úkolů. Jejich členem nemusí být jen poslanec, předseda ale být poslancem musí. Specifickou je vyšetřovací komise, která může být zřízena pro vyšetření věci veřejného zájmu.

## Jednání komisí
Schůze komisí jsou veřejné, ledaže se komise usnese na tom, že bude jednat neveřejně. Pro projednání věci je určen zpravodaj, který zpracuje zprávu, menšina si ale může zpracovat vlastní oponentní zprávu. O výsledku jednání je rozhodnuto usnesením, k jeho platnosti je třeba souhlasu nadpoloviční většiny přítomných.
Pokud o to komise požádá, je člen vlády nebo vedoucí jiného ústředního správního úřadu povinen se dostavit na jednání a podat požadované informace a vysvětlení, ledaže mu v tom brání povinnost mlčenlivosti.

## Seznam komisí

### Volební komise
Předsedové: Robert Kolář (1995–1998), Jan Vidím (1998–2002), Pavel Hojda (2002–2006), Petr Tluchoř (2006–2010), Jan Vidím (2010–2011), Petr Tluchoř (2011–2012), Jana Suchá (2013-2017) Martin Kolovratník (od 2017)

### Stálá komise pro práci Kanceláře Poslanecké sněmovny
Předsedové: Karel Ledvinka (1995–1998), Stanislav Gross (1998–2000), František Brožík (2000–2002), Karel Vymětal (2002–2006), Lubomír Suk (2007–2010), Zdeněk Škromach (2010), Václav Votava (2010-2017), Pavel Kováčik (2017-2021), Stanislav Blaha (od 2021)

### Stálá komise pro kontrolu činnosti Bezpečnostní informační služby
Předsedové: Jiří Macháček (1996), Jaroslav Bašta (1996–1998), Jan Klas (1998–2006), Jeroným Tejc (2006–2010), Martin Pecina (2010–2011), Richard Dolejš (2011-2017),  Pavel Bělobrádek (od 2017)

### Stálá komise pro kontrolu činnosti Národního bezpečnostního úřadu
Předsedové: Miloš Titz (2006), Jan Klas (2006–2010), Zdeněk Boháč (2010-2017), Miloslav Rozner (2017-2021), Martin Major (od 2021)

### Stálá komise pro kontrolu činnosti Vojenského zpravodajství
(1996–2006: Stálá komise pro kontrolu činnosti Vojenského obranného zpravodajství)
Předsedové: Dušan Navrátil (1997–1998), Jan Vidím (1998–2002), Tomáš Kladívko (2002–2006), Pavel Severa (2006–2010), Bohuslav Chalupa (2013–2017), Vít Rakušan (2017-2021), Robert Králíček (od 2021)

### Stálá komise pro kontrolu činnosti Generální inspekce bezpečnostních sborů
Předsedové: František Bublan (2011–2012), Václav Klučka (2012–2017), Zdeněk Ondráček (2018), Jiří Mašek (od 2018)

### Stálá komise pro kontrolu použití odposlechu a záznamu telekomunikačního provozu, použití sledování osob a věcí a rušení provozu elektronických komunikací
(1993–2010: Stálá komise pro kontrolu použití operativní techniky Policie ČR)
Předsedové: Oldřich Kužílek (1993–1996), Jan Grůza (1997–1998), Tomáš Kladívko (1998–2002), Jiří Bílý (2002–2006), Václav Klučka (2007–2010), Daniel Korte (2010–2017), Tomáš Vymazal (2017-2021), Klára Kocmanová (od 2021)

### Stálá komise pro bankovnictví
Předsedové: Karel Ledvinka (1993–1998), Ivan Pilip (2000–2002), Michal Doktor (2007–2010)

### Stálá komise pro sdělovací prostředky
Předsedové: Jan Kasal (1993–1998), Ivan Langer (1998–2002), Jaromír Talíř (2002–2006), Vítězslav Jandák (2007–2010)

### Stálá komise pro státní vyznamenání
Předsedové: Pavel Tollner (1995–1996), Marek Benda (1996)

### Stálá komise pro rodinu, rovné příležitosti a národnostní menšiny
Komise byla v průběhu doby rozdělována a opět slučována:
- Stálá komise pro rodinu a rovné příležitosti. Předsedové: Květoslava Čelišová (2002–2006)
- Stálá komise pro rodinu (předseda Tomáš Kvapil, 2007–2010) a Stálá komise pro rovné příležitosti (předsedkyně Soňa Marková, 2007–2010)
- Stálá komise pro rodinu a rovné příležitosti. Předsedové: Helena Langšádlová (2010–2013)
- Stálá komise pro rodinu, rovné příležitosti a národnostní menšiny. Předsedové: Radka Maxová (2013–2017), Jana Pastuchová (od 2017)
- Stálá komise pro rodinu a rovné příležitosti. Předsedové: Marie Jílková (od 2021)

### Stálá komise pro reformu veřejné správy
Místopředseda: Jiří Vlach (1994–1996)

### Stálá komise pro sledování procesu zpřístupnění svazků vzniklých činností bývalé Státní bezpečnosti
Předsedové: Petr Ibl (2002–2006), Tomáš Kladívko (2006–2008), Vladimír Hink (2009–2010)

### Stálá komise pro otázky Ústavy České republiky
(2002–2006: Dočasná komise pro otázky Ústavy České republiky)
Předsedové: Jitka Kupčová (2003–2006), Zdeněk Jičínský (2007–2010)

### Dočasná komise pro důchodovou reformu
Předseda: Bohuslav Sobotka (2000–2001)

### Dočasná komise pro otázky vnitřního trhu
Předseda: Ladislav Korbel (2001–2002)

### Dočasná komise pro otázky posouzení nezávislosti výkonu a budoucího uspořádání české justice
Předseda: Stanislav Grospič (2009–2010)

### Dočasná komise pro řešení majetkových otázek mezi státem a církvemi a náboženskými společnostmi
Předseda: Jan Kasal (2008–2010)